# Arenas de San Pedro
Arenas de San Pedro é um município da Espanha na província de Ávila, comunidade autónoma de Castela e Leão, de área 194,85 km² com população de 6778 habitantes (2007) e densidade populacional de 34,79 hab./km².

## Localização
Localiza-se no sul da província de Ávila.
| Noroeste: San Juan de Gredos, Hoyos del Espino | Norte: El Arenal, Guisando, El Hornillo | Nordeste: Mombeltrán                  |
| Oeste: Poyales del Hoyo, Candeleda             |                                         | Este: Santa Cruz del Valle, Lanzahíta |
| Sudoeste: Oropesa                              | Sul: Navalcán, Parrillas                | Sudeste: Velada, Montesclaros         |

## Demografia
| Variação demográfica do município entre 1991 e 2004 | Variação demográfica do município entre 1991 e 2004 | Variação demográfica do município entre 1991 e 2004 | Variação demográfica do município entre 1991 e 2004 |
| --------------------------------------------------- | --------------------------------------------------- | --------------------------------------------------- | --------------------------------------------------- |
| 1991                                                | 1996                                                | 2001                                                | 2004                                                |
| 6413                                                | 6609                                                | 6395                                                | 6549                                                |